# District de Yunyan
Le district de Yunyan (云岩区 ; pinyin : Yúnyán Qū) est une subdivision administrative de la province du Guizhou en Chine. Il est placé sous la juridiction de la ville-préfecture de Guiyang.